# Wiktor Cholzunow
Wiktor Stiepanowicz Cholzunow (ros. Виктор Степанович Хользунов; ur. 18 stycznia?/31 stycznia 1905 w Carycynie, zm. 28 lipca 1939 k. Woroneża) – radziecki lotnik wojskowy, Bohater Związku Radzieckiego.

## Życiorys
W 1919, mając czternaście lat, walczył u boku ojca przeciwko białogwardzistom w Carycynie tj. Wołgogradzie. W 1925 wstąpił do Leningradzkiej Wojskowo-Teoretycznej Szkoły Lotniczej i ukończył ją z wyróżnieniem (w Armii Czerwonej służył już w latach 1919–1922). W latach 1936–1937 przebywał w Hiszpanii i walczył w obronie Republiki w wojnie domowej w Hiszpanii, jako pilot bombardujący m.in. na samolotach Breguet 19. Za brawurowe działania podczas tej wojny, w ZSRR odznaczono go Orderem Lenina oraz Czerwonego Sztandaru. W 1937 otrzymał tytuł Bohatera Związku Radzieckiego. Oblatywał nowe konstrukcje radzieckich samolotów. Zginął podczas jednego z takich lotów doświadczalnych jeszcze przed wybuchem II wojny światowej, w lipcu 1939. Pochowany został na cmentarzu Nowodziewiczym w Moskwie.
Jego imieniem nazwano ulice w Jekaterynburgu, Wołgogradzie i Moskwie. W Wołgogradzie stoi ponadto jego pomnik dłuta K.F. Biełaszowej i M.G. Biełaszowa (1940), który przetrwał niezniszczony bitwę stalingradzką. Po Wołdze kursował też parowiec pasażerski jego imienia.